# Promynoglenes silvestris
Promynoglenes silvestris là một loài nhện trong họ Linyphiidae.
Loài này thuộc chi Promynoglenes. Promynoglenes silvestris được A. David Blest miêu tả năm 1979.